# Chiesa e convento dei Cappuccini (Teramo)
La chiesa e convento dei Cappuccini di Teramo, complesso già intitolato a San Benedetto, fu edificato, secondo lo storico Francesco Savini, prima del 1150. Dopo il 1573 fu assegnata alla cura dei Padri Cappuccini, quando fu nota anche come chiesa dell'Immacolata Concezione.  Dal 1902 è monumento nazionale.

## Edificata dai monaci Benedettini
Francesco Savini, nel suo studio sugli edifici teramani del Medioevo, fa risalire la costruzione della chiesa e del convento oggi detti "dei Cappuccini", un tempo intitolati a San Benedetto, a un'epoca precedente la distruzione di Teramo del 1153.
Il complesso comprendeva anche un ampio orto che si estendeva verso est, più o meno all'area oggi occupata da Piazza Dante mentre verso nord-ovest, in direzione del corso San Giorgio, si estendeva ben oltre i terreni oggi occupati dal palazzo della Provincia.
Il primo documento certo che nomina chiesa e convento di San Benedetto è un atto notarile conosciuto come Testamento di Ripa Gualtieri che nel 1362 dispone una serie di lasciti a questo e ad altri conventi della città.
Il Muzii, nei suoi dialoghi, descrive il Convento come ubicato in posizione lontana e isolata.
Sembra accertato che, partiti i Benedettini e dopo la brevissima parentesi dei Gesuiti, presenti in Teramo dal 1570 circa fino al 1573, il Convento fu definitivamente affidato ai Padri Cappuccini.

## L'arrivo dei frati Cappuccini
La nuova fiorente comunità dei Cappuccini, che contava nel 1596 dodici frati, si impegnò nello studio e nell'insegnamento, raccogliendo un'importante collezione di libri. Dopo la soppressione del 1866 la i libri furono depositati nel Real Collegio per passare poi alla Biblioteca "M. Delfico" di Teramo.
Nel corso del Settecento la Chiesa fu arricchita dell'altare ligneo, opera del frate cappuccino Giovanni Palombieri, nativo di Teramo e autore di bellissimi altari anche in altre chiese della Diocesi.

Nel 1832 Niccola Palma, nella sua Storia di Teramo e Diocesi, pubblica un'accurata descrizione della Chiesa, contenuta  nel volume IV della sua opera (p. 502 dell'edizione Tercas, 1978):

Fino alla prima metà dell'Ottocento, nel piccolo spiazzo di fronte alla Chiesa si ergeva una croce issata su di un'antica colonna proveniente, secondo il Savini, da una tempio di Bacco che presumibilmente sorgeva nella zona in epoca romana.
Con l'abbattimento della cinta muraria di ponente, iniziata nel 1812 e completata nel 1826, di fronte ai Cappuccini fu realizzato uno splendido largo:  un progetto avviato dall'amministrazione francese e condotto a termine dall'Intendenza borbonica. Fu completato il progressivo riempimento del fossato che per secoli aveva garantito la sicurezza delle mura, da San Giorgio a Porta Romana, fino al Tordino. 
Fu notevolmente ridotta la pendenza della discesa tra i Cappuccini e porta Romana con l'idea - scrive il Palma - di fare lungo la medesima [discesa], da S. Giorgio al poggio sopra Tordino, un solo e delizioso passeggio… alberato con file di pioppi e attrezzato con sedili per la comodità dei passeggiatori…
L'apertura della nuova passeggiata e la creazione della strada carrabile verso Porta Romana tolsero finalmente il complesso dei Cappuccini dal tradizionale isolamento che lo aveva caratterizzato.

## Soppressione del 1866
Dopo la definitiva soppressione del 1866 il Municipio di Teramo incamerava i beni ecclesiastici e tra questi, appunto, il Convento dei Cappuccini con l'orto annesso e i vicini edifici della chiesa della Misericordia e della Madonna di Loreto. L'orto del Convento fu in parte destinato all'ampliamento del largo della Misericordia e in parte diviso in Aie edificabili e venduto a privati. 
Va detto che il largo della Misericordia, nel suo nuovo e più ampio perimetro, prossimo a quello della attuale piazza Dante, ricevette una prima sistemazione solo nel 1878.
Per quanto riguarda i locali del Convento, con annessa una piccola porzione residua dell'antico orto, dal 1878 furono destinati a ospitare l'Orfanotrofio Regina Margherita, affidato alla cura delle Suore della Carità.
Mentre  la chiesa rimase aperta e destinata al culto, i locali del Convento, dopo la chiusura dell'Orfanotrofio e la partenza delle Suore della carità, sono stati in parte abbandonati e in parte destinati a uso di asilo e scuola privata.

## L'orfanotrofio
L'orfanotrofio Regina Margherita è collocato all'interno della Chiesa dei Cappuccini, "Il locale dove ha sede l'orfanotrofio Regina Margherita  è composto di numero trenta vani  tra il piano terra ed i piani superiori , oltre la chiesa annessa nonché fabbricato in mezzo all'orto contiguo, questo destinato per scuola delle donzelle esterne di sette vani... .L'orto protetto cinto da mura occupa una estensione di metri quadri 7156 ed è fornito di alcuni piedi d'ulivo, fichi, capanne, mandorlo, etc..."
L'inaugurazione dell'orfanotrofio  risale al 14 marzo 1789, in tale occasione l'insediamento delle orfane fu seguito con vivo interesse dalla cittadinanza.
Nei giorni precedenti l'inaugurazione  fu approvata la proposta degli amministratori dell'Istituto di intitolare quest'ultimo alla regina Margherita di Savoia che aveva dato il suo consenso. Il nuovo orfanotrofio conobbe un periodo di prosperità sotto la guida di presidenti di gran valore e grazie alla gestione curata dalle Suore della Congregazione della Carità.  
Negli anni 1920 furono istituite la scuola materna e la scuola elementare. Nel 1971 l'orfanotrofio cambiò nome e diventò Istituto Provinciale Femminile "R. Margherita". A partire da quel momento iniziò il declino: l'anno successivo cessò infatti l'attività della scuola elementare e nel 1985 fu chiuso l'Istituto che ospitava le ragazze. La scuola materna è stata gestita dalle Suore di carità fino al 1989 per poi essere affidata alle Suore Missionarie della fede. Ad esse è subentrata un'amministrazione laica  fino al 1994, anno in cui l'edificio è stato dato in uso alla scuola per l'infanzia "Gemma Marconi"

## Opere d'arte
- Altare con tabernacolo ligneo in stile barocco, realizzato dal frate cappuccino Giovanni Palombieri su commissione del P. Guardiano Cesario da Comignano nel 1762 ca..
- Numerosi dipinti a olio tra i quali un Crocifisso tra i santi Berardo e Francesco;
- Al tempo del trasferimento dell'Orfanotrofio San Carlo (poi Regina Margherita) furono trasferiti ai Cappuccini dipinti e Opere d'arte conservate nella soppressa chiesa di San Carlo;
- Nell'antico refettorio del Convento si trova un affresco, presumibilmente settecentesco, raffigurante l'episodio evangelico della lavanda dei piedi a Gesù da parte della Maddalena. L'affresco si trova in un locale che è in abbandono da diversi anni;

## Iconografia
- La più antica immagine certa che raffigura il Convento dei Cappuccini, dovrebbe essere quella disegnata da Francesco Cassiano de Silva, pubblicata nel 1703 nell'opera del Pacichelli.
- Della prima metà dell'800 sono alcune piante contenute nell'Archivio di Stato di Teramo.
- Per una visione planimetrica della zona, della chiesa e del convento con l'annesso orto, in epoca precedente la soppressione e prima quindi dello smembramento delle proprietà, si può fare riferimento alla Pianta di Teramo disegnata nel 1852 dall'alfiere del genio Francesco Lahalle;
- Le prime immagini fotografiche sono quelle contenute nel Portfolio “Ricordi di Teramo” realizzato nel 1881 dal fotografo Gianfrancesco Nardi: in particolare la chiesa è riconoscibile nella Veduta di Teramo da San Venanzio e nella Veduta di Teramo dalla Cona;
- Molto interessanti sono i dipinti eseguiti tra fine Ottocento e primo Novecento dal pittore Salvatore Di Giuseppe che scelse come soggetto la chiesa in due dipinti nei quali raffigurò la facciata e il fianco meridionale;[3]
- La facciata e il fianco meridionale della Chiesa sono raffigurati in due fotografie eseguite da Ernesto Aurini per il volume di Francesco Savini sugli Edifizii teramani del Medioevo, Roma, Forzani, 1907; ristampa anastatica a cura del Rotary Club di Teramo, 2002;